# Radio 1's Big Weekend
Le Radio 1's Big Weekend, anciennement One Big Weekend et Radio 1's Hackney Weekend en 2012, est un festival de musique organisé sur un weekend au Royaume-Uni depuis 2003 par la BBC Radio 1. Chaque année, il se produit dans une ville différente et est le plus grand festival gratuit d'Europe.

## Histoire
Successeur du Radio 1 Roadshow (1973-1999), le festival est un dérivé du One Big Sunday de la BBC Radio 1 qui se tenait tous les dimanches de juillet et d'août dans une ville différente, généralement près d'une plage ou d'un parc. Le festival était gratuit mais sans billet. À l'origine, le Radio 1's Big Weekend se tenait deux fois par an, le samedi étant dédié aux danses et le dimanche aux groupes. Mais depuis 2005, ces derniers se produisent sur les deux jours, les danses se faisant sur une deuxième scène ou dans un bar à partir de 2006,.
En 2012, le festival se renomme Radio 1's Hackney Weekend puisqu'il se tient au Hackney Marshes, dans l'est de Londres, devant 50 000 personnes. L'année suivante, la formule passe sur trois jours, restaurant la journée danses le vendredi. Pour la première fois, il revient dans une ville, Derry, qui l'avait déjà accueilli en avril 2004.

## Lieux
- 3-4 mai 2003 : Heaton Park, Manchester
- 13-14 septembre 2003 : Cardiff
- 24-25 avril 2004 : Prehen, Derry
- 18-19 septembre 2004 : Perry Park, Birmingham
- 7-8 mai 2005 : Herrington Country Park, Sunderland
- 13-14 mai 2006 : Camperdown Country Park, Dundee
- 19-20 mai 2007 : Moor Park, Preston
- 10-11 mai 2008 : Mote Park, Maidstone
- 9-10 mai 2009 : Lydiard Park, Swindon
- 22-23 mai 2010 : Vaynol, Bangor
- 14-15 mai 2011 : Carlisle Lake District Airport, Cumbria
- 23-24 juin 2012 : Hackney Marshes, Londres
- 24-26 mai 2013 : Ebrington Square, Derry
- 23-25 mai 2014 : George Square et Glasgow Green, Glasgow